# Calpionellidae
Los calpionélidos (Calpionellidae) son una familia de protistas alveolados unicelulares cuyos fósiles se encuentran en estratos desde el Jurásico superior al Cretácico inferior. Son protistas planctónicos muy comunes en las calizas micríticas de sedimentos pelágicos. Presentan un caparazón de calcita con forma oval o alargada, pudiendo estar la abertura bordeada por un collar. Su nombre de deriva del término griego "κάλπις", que significa "jarra de agua", haciendo referencia a su forma.